# 王永幸
王永幸（1925年—），山东省龙口市人，中华人民共和国政治人物。

## 生平
1945年参加革命，1946年，加入中国共产党，同年参军，1949年复员回村，历任村选区主任、乡长、农业生产合作社主任、村党总支书记、中共黄县县委副书记，龙口市人大副主任等职，曾当选为中共九大、十大、十一大代表和第三届全国人大代表，第五、六、七届全国人大常委委员。